# Hjalmar Schacht
Hjalmar Horace Greeley Schacht (Tinglev, Imperio alemán —actualmente Dinamarca—, 22 de enero de 1877-Múnich, 3 de junio de 1970) fue un político y financiero alemán, ministro de Economía del Tercer Reich entre 1934 y 1937.

## Biografía
Hjalmar Schacht era hijo de William Leonhard Ludwig Maximillian Schacht y de la baronesa danesa Constanze Justine Sophie von Eggers, siendo su nombre un homenaje a Horace Greeley, fundador del periódico Tribune, que después pasó a llamarse New York Herald Tribune.
Estudió Medicina, Filología y Ciencias Políticas antes de doctorarse en Ciencias Económicas en 1899 por la Universidad de Kiel. En 1903 entró a trabajar en el Dresdner Bank.
Durante la Primera Guerra Mundial (1914-1918) fue nombrado encargado de la administración económica de los territorios ocupados en Bélgica. No obstante, fue destituido de dicho cargo poco después por las autoridades militares, al ser acusado de contactar con su antiguo empleador, el Dresdner Bank, para que recibiera los fondos del gobierno belga decomisados por las fuerzas alemanas.
Pese a que este incidente le causó problemas en la administración pública alemana, Schacht mantuvo su prestigio profesional, y de hecho contribuyó a reducir la inflación y a estabilizar el marco cuando fue nombrado presidente del Reichsbank el 22 de diciembre de 1923. Schacht se mantuvo como presidente del Reichsbank hasta 1930 y desde ese puesto contribuyó a la elaboración del Plan Young, destinado a reducir las reparaciones de guerra a las que Alemania estaba obligada tras la Primera Guerra Mundial. 
Schacht ayudó a Adolf Hitler a reunir fondos para sus campañas políticas. Incluso en 1932 Schacht organizó una petición de industriales para reclamar al presidente Hindenburg el nombramiento de Hitler como canciller. Una vez en el poder, Hitler nombró a Schacht presidente del Reichsbank y luego ministro de Economía en 1934. 
En este cargo, Schacht desarrolló una política de inversiones públicas, especialmente impulsando grandes obras, como la construcción de autopistas, y redujo el déficit presupuestario del Estado para encontrar fondos, políticas revolucionarias, teniendo en cuenta que el keynesianismo surgiría años más adelante. También desarrolló una política de lucha contra la inflación plasmada en los llamados «Bonos Mefo». Estos constituían una suerte de circulación pseudomonetaria que redujo la inflación de forma visible.[cita requerida] En 1935 Schacht fue nombrado «plenipotenciario general» para la economía de guerra. 
En enero de 1937, Schacht fue nombrado miembro honorario del Partido Nazi y condecorado como tal. Dimitió en noviembre de 1937 debido a diferencias, especialmente sobre la importancia de los gastos militares, generadores de inflación, y de sus relaciones conflictivas con Hermann Göring, a quien consideraba incompetente en asuntos de economía y finanzas. Conservó su cargo al frente del Reichsbank hasta 1939, cuando sus críticas al antisemitismo del régimen causaron que los líderes nazis dudaran de su lealtad política al régimen. No obstante, la capacidad intelectual de Schacht permitió que siguiera siendo ministro sin cartera hasta enero de 1943, cuando Hitler lo destituyó. 
Acusado de estar implicado en el atentado del 20 de julio de 1944 contra Hitler, Schacht fue internado en el campo de concentración de Dachau hasta el final de la guerra. Liberado por los Aliados, Schacht figuró entre los acusados en el proceso de Núremberg, donde se le acusó de complot y de crímenes contra la paz, especialmente por su contribución a preparar la economía alemana para la guerra. Entre los acusados, obtuvo el mejor resultado en los test de inteligencia (143) preparados por el psiquiatra de la prisión.
Schacht resultó absuelto y liberado en 1946, pero volvió a ser juzgado por un tribunal alemán de desnazificación que le condenó a una pena de ocho años de trabajos forzados. Puesto en libertad en 1948, se convirtió en consejero financiero para los países en vías de desarrollo y retornó al negocio bancario como asesor hasta su muerte.

## Obras
- 1927: The Stabilisation of the Mark. London, Allen & Unwin.
- 1931: Das Ende der Reparationen. Stalling, Oldenburg.
- 1932: Grundsätze deutscher Wirtschaftspolitik.
- 1948: Abrechnung mit Hitler.
- 1949: Mehr Geld, mehr Kapital, mehr Arbeit.
- 1953: 76 Jahre meines Lebens.
- 1956: Kreditpolitik und Exportfinanzierung von morgen.
- 1957: Kapitalmarkt-Politik.
- 1966: Magie des Geldes.
- 1968: 1933. Wie eine Demokratie stirbt